# Lysianella petalocera
Lysianella petalocera is een vlokreeftensoort uit de familie van de Lysianassidae. De wetenschappelijke naam van de soort werd in 1882 voor het eerst geldig gepubliceerd door Georg Ossian Sars.